# Allobates ornatus
Allobates ornatus é uma espécie de anfíbio anuro da família Aromobatidae. Está presente no Peru. Não foi ainda avaliada pela UICN.